# Fondation pour la sauvegarde de l'art français
La Fondation pour la sauvegarde de l'art français, dite La Sauvegarde de l'art français, est une fondation abritante reconnue d'utilité publique ayant pour vocation la protection et la valorisation du patrimoine de l'hexagone.
Fondée en 1921, reconnue comme établissement d'utilité publique par arrêté du 22 novembre 1925, elle est l’une des plus anciennes sociétés de sauvegarde du patrimoine français, en faveur de la défense des œuvres et objets d'art et du patrimoine bâti.
Ses activités se divisent en trois branches :
- Le soutien aux chantiers de restauration d'édifice religieux ;
- Le soutien à la restauration d'œuvres et d'objets d'art ;
- Le soutien à la conservation préventive du patrimoine rural immobilier.

Elle est aujourd'hui le premier mécène des églises et chapelles de France.
La Fondation pour la sauvegarde de l'art français est membre du G8-Patrimoine.

## Historique

### Le duc de Trévise et la création de la Sauvegarde de l'art français
Au sortir de la Première Guerre mondiale, de manière à s’opposer à la destruction, au démantèlement ou à la vente à l’étranger d’œuvres d'art et d'édifices composant le paysage artistique et architectural français, Édouard Mortier, duc de Trévise, fonde le 9 décembre 1921 l'Association pour la sauvegarde de l'art français. Par arrêté du 22 novembre 1925, l'organisation est reconnue établissement d'utilité publique. 
Grâce à son intervention auprès des pouvoirs publics et de personnalités d’influence, et en utilisant des fonds collectés tant en France qu’aux États-Unis, le duc de Trévise est parvenu à sauver de nombreux chefs-d’œuvre monumentaux et mobiliers parmi lesquels la bastide de Larressingle et de nombreuses statues de la cathédrale de Rouen.
Poursuivant son objectif de défense du patrimoine, La Sauvegarde de l'art français, par le truchement de son premier président, est également à l’origine des lois relatives à la protection des trésors nationaux.

### Aliette de Maillé et le legs Maillé
Aliette de Maillé de La Tour-Landry, née Aliette de Rohan-Chabot, marquise de Maillé, cofondatrice de l'association, succède en 1946 à la présidence de l'association. Historienne d'art et archéologue française, elle se spécialise dans les édifices religieux auxquels elle consacre une grande partie de sa vie.
À sa mort le 19 novembre 1972, elle lègue une partie de sa fortune à La Sauvegarde de l'art français afin de venir en aide à la restauration des édifices religieux ruraux de France.
À la suite d'Aliette de Rohan-Chabot, se succèdent le général Charles de Cossé-Brissac, directeur des archives militaires, puis son fils Édouard de Cossé-Brissac.
La fondation est aujourd'hui le premier mécène des églises et chapelles de France.

### La Fondation pour la sauvegarde de l'art français
Reprenant la charge d'Édouard de Cossé-Brissac en 2005, Olivier de Rohan-Chabot élargit les missions de la Sauvegarde de l'art français.
Outre la gestion du legs Maillé, l'organisation se dote de nouveaux programmes :
- Le plus grand musée de France, créé en 2013[14],[15],[16];

- Le programme Entretien du Patrimoine rural 2018-2021, créé en 2018 en partenariat avec le département des Yvelines[17].

Afin de mieux répondre aux nouveaux objectifs qu’elle s’est fixés en faveur du patrimoine, La Sauvegarde de l'art français change alors de forme juridique et devient le 27 novembre 2017 Fondation abritante reconnue d’utilité publique.

### La présidence de La Sauvegarde depuis 1921
| Présidents                                              | mandats     | mandats     |
| ------------------------------------------------------- | ----------- | ----------- |
| Édouard Mortier, duc de Trévise (1883-1946)             | 1921        | 1946        |
| Aliette de Rohan-Chabot, marquise de Maillé (1896-1972) | 1946        | 1972        |
| Charles de Cossé-Brissac (1904-1990)                    | 1972        | 1990        |
| Édouard de Cossé-Brissac                                | 1990        | 2005        |
| Olivier de Rohan-Chabot                                 | depuis 2005 | depuis 2005 |

## Action
À partir des années 1920, le duc de Trévise et la marquise de Maillé ont contribué à alerter l’opinion sur la nécessité de protéger les œuvres d'art ainsi que le patrimoine monumental français menacé par les détériorations naturelles, les démantèlements et la dispersion. Ils ont su attirer sur cette action l’intérêt et l’aide de personnalités et de mécènes américains aussi bien que l’attention de la presse et de l’opinion françaises.[réf. nécessaire]
Après la Seconde Guerre, sous la présidence de la marquise de Maillé puis sous les présidences successives de Charles et d'Édouard de Cossé-Brissac, l’effort de la Sauvegarde s’est concentré sur la restauration des édifices religieux des communes les plus démunies, en étroite collaboration avec les Services départementaux et régionaux de l'État (Service territorial de l'architecture et du patrimoine, Direction régionale des affaires culturelles et Conservation régionale des monuments historiques),.
Plus récemment, en parallèle de son activité en faveur de la préservation des édifices religieux et sous l'impulsion de la présidence d'Olivier de Rohan-Chabot, l'action de la Fondation pour la sauvegarde de l'art français s'est recentrée, à travers son programme Le Plus Grand Musée de France, autour de la protection, la restauration et la valorisation du patrimoine mobilier, c'est-à-dire des œuvres et objets d'art. 
Par ailleurs, depuis le 14 juin 2018, la Fondation pour la sauvegarde de l'art français, en partenariat avec le Conseil départemental des Yvelines, s'engage en faveur non plus seulement de la restauration, mais de l'entretien du patrimoine bâti.  
De manière générale, l'action de la Sauvegarde, qu'elle soit à destination d'un patrimoine mobilier ou immobilier, est principalement orientée en faveur des œuvres ou des édifices les plus fragiles et souffrant d'un déficit de protection institutionnelle[réf. nécessaire]. Cela se traduit par une activité majoritairement tournée vers la ruralité et auprès d'un patrimoine mobilier ou bâti souvent non inscrit, et a fortiori non classé au titre des monuments historiques.

## Lettre ouverte
Les onze associations les plus importantes qui se consacrent à la sauvegarde du patrimoine français font connaître d'une même voix leur expérience et leur analyse prospective aux Français et à leurs élus que le patrimoine est une richesse et une chance. Elles formulent dans une lettre ouverte publiée le 21 novembre 2016, sous forme d'ouvrage, vingt-deux propositions pour une gouvernance améliorée, une transmission simplifiée et une gestion économique et durable du patrimoine.